# Alberto Urriolagoitía
Alberto Urriolagoitía (ur. 1902, zm. ?) – boliwijski piłkarz grający na pozycji obrońcy.

## Kariera reprezentacyjna
Alberto Urriolagoitía grał w reprezentacji Boliwii w latach dwudziestych. W 1926 uczestniczył w Copa América 1926. Boliwia zajęła na tym turnieju ostatnie, piąte miejsce, a Urriolagoitía wystąpił tylko w przegranym 0-5 meczu z Argentyną.